# آنا ريجيكوفا
آنا فاسيليفنا ريجيكوفا (الأوكرانية: Анна Васыливна Рызчува (Яроschчук)؛ من مواليد 24 نوفمبر 1989) هي لاعبة ألعاب قوى أوكرانية في سباقات المضمار والميدان متخصصة في سباق 400 متر حواجز. على المستوى الفردي حققت  في بطولة أوروبا لألعاب القوى، الميداليات الفضية في أعوام 2012 ،20214، 2018، والميدالية البرونزية عام 2022. فازت في مشاركتها الأولمبية احتلت في النهائي المركز الخامس في سباق 400 متر حواجز ضمن الألعاب الأولمبية الصيفية 2020 في طوكيو، اليابان بأداء قدره 53.48 ثانية. وجاءت مواطنتها فيكتوريا تكاتشوك في المركز السادس بزمن قدره 53.79. فازت أيضا بالميداليات الذهبية في دورة الألعاب الجامعية الصيفية 2011 وبطولة أوروبا تحت 23 سنة. هي صاحبة الرقم القياسي الأوكراني في حدثها المتخصص بزمن قدره 52.96 ثانية.

## مسيرتها المهنية
بدأت آنا ياروششوك مسيرتها المهنية في سباقات السرعة ومثلت أوكرانيا في سباق 200 متر في الألعاب الرياضية عام 2006. وفي عام 2007، سجلت أفضل زمن شخصي لها وهو 24.58 ثانية في هذا السباق وفي فريق مع هانا تيتيميتس وناتاليا بوهريبنياك ويليزافيتا بريزينا، سجلت رقمًا قياسيًا وطنيًا للناشئين في سباق التتابع 4 × 100 متر لتفوز بالميدالية الفضية في بطولة أوروبا لألعاب القوى للناشئين عام 2007. ثم انتقلت إلى سباق 400 متر حواجز بعد عام واحد وأثبتت هذه الخطوة فائدتها، حيث فازت باللقب الوطني للناشئين واحتلت المركز السادس في هذا السباق في بطولة العالم لألعاب القوى للناشئين عام 2008. كما ساعدت فريق التتابع 4 × 400 متر الأوكراني في الفوز بالميدالية الفضية خلف الولايات المتحدة في زمن الرقم القياسي الوطني للناشئين.